# Argentina te asesina
Argentina te asesina es el primer álbum en vivo de la banda de rastapunk argentina Todos Tus Muertos, lanzado en 1996. La portada del álbum presenta a modo de collage fotografías de los desaparecidos de la dictadura argentina durante el llamado Proceso de Reorganización Nacional (1976-1983).

## Grabación y contenido
Conmemorando los 10 años de la banda, Todos Tus Muertos deciden celebrarlo editando por primera vez un álbum en directo, repasando su trayectoria desde su primer disco, hasta Dale aborigen, además de incluir una versión del grupo hardcore español MG15. Este álbum se grabó durante dos recitales hechos en el mítico bar Cemento, entre el 14 de enero y el 22 de abril de 1995 con el estudio móvil de "Del Cielito". Luego fue mezclado en el estudio "Del Cielito" de Parque Leloir. Las canciones están divididas según su fecha, con un fragmento de una charla radial, fragmento musical o de un programa de TV, en donde se hacen referencias a la cultura latinoamericana, algo muy típico en Todos Tus Muertos.
Además, este disco incluye una de las últimas veces que la banda tocó "Gente Que No" en su versión original, dado que desde 1996 lo harían basándose en la versión hecha con Los Auténticos Decadentes.
En 1998, este álbum fue reeditado por Grita! Records, con la portada levemente modificada.

## Canciones
- Todas las canciones escritas por Félix Gutiérrez, Fidel Nadal y Horacio Villafañe, excepto donde se indique.

1. "Hijo nuestro" (Nadal) - 5:59
  - Intro "Guantanamera" (Tradicional).
2. "Sé Que No" - 5:18
3. "El féretro" - 2:12
4. "Dale aborigen" (Gutiérrez, Nadal, Amin) - 2:12
5. "Andate" (Gutiérrez, Nadal, Villafañe, Potenzoni) - 3:34
6. "Viejos de Ka Ka" Gutiérrez - 1:21
7. "No más Apartheid" - 4:47
8. "Turbulentas tinieblas" (Nadal, Villafañe) - 1:34
9. "Diez segundos de masacre" - 1:24
10. "Mandela" (Nadal, Villafañe) - 5:12
11. "Derecho a la vida" - 2:08
12. "Demasiado revueltos" - 3:53
13. "Mandela Dub" (Nadal, Villafañe) - 4:28
14. "Gente Que No" (Serrano, Gutiérrez, Nadal, Villafañe) - 1:53

## Personal
Todos Tus Muertos
- Fidel Nadal - Voz líder.
- Pablo "Dronkit Master" Molina - Segunda voz y percusión.
- Félix Gutiérrez - Bajo y coros, Voz líder en "Viejos de Ka Ka".
- Horacio "Gamexane" - Guitarra y coros.
- Pablo Potenzoni - Batería.

Invitados
- Gustavo Pilatti - Guitarra rítmica en "Sé Que No" y "Mandela".
- Willy Cooper - Teclados.
- Daniel Zimbelo - Trombón.

### Colaboradores
- Héctor Di Luzio - Diseño.
- Gustavo Gauvry - Técnico De Grabación Y Mezcla.
- Claudio Ponieman - Arte.